# 이렇게는 계속 할 수 없어요
"이렇게는 계속할 수 없어요"(Nothing's gonna stop us now)는 한국에서 제작된 윤성호 감독의 2005년 영화이다. 장훈 등이 주연으로 출연하였고 윤성호 등이 제작에 참여하였다.

## 출연

### 주연
- 장훈
- 박혁권
- 홍성아
- 장선진

## 기타
- 동시녹음: 조예진
- 동시녹음: 김태호
- 음향: 김태호
- 음향: 조예진
- 미술: 예민정
- 미술: 권지현
- 메이킹: 이정민